# Mosquée Soltani de Boroudjerd

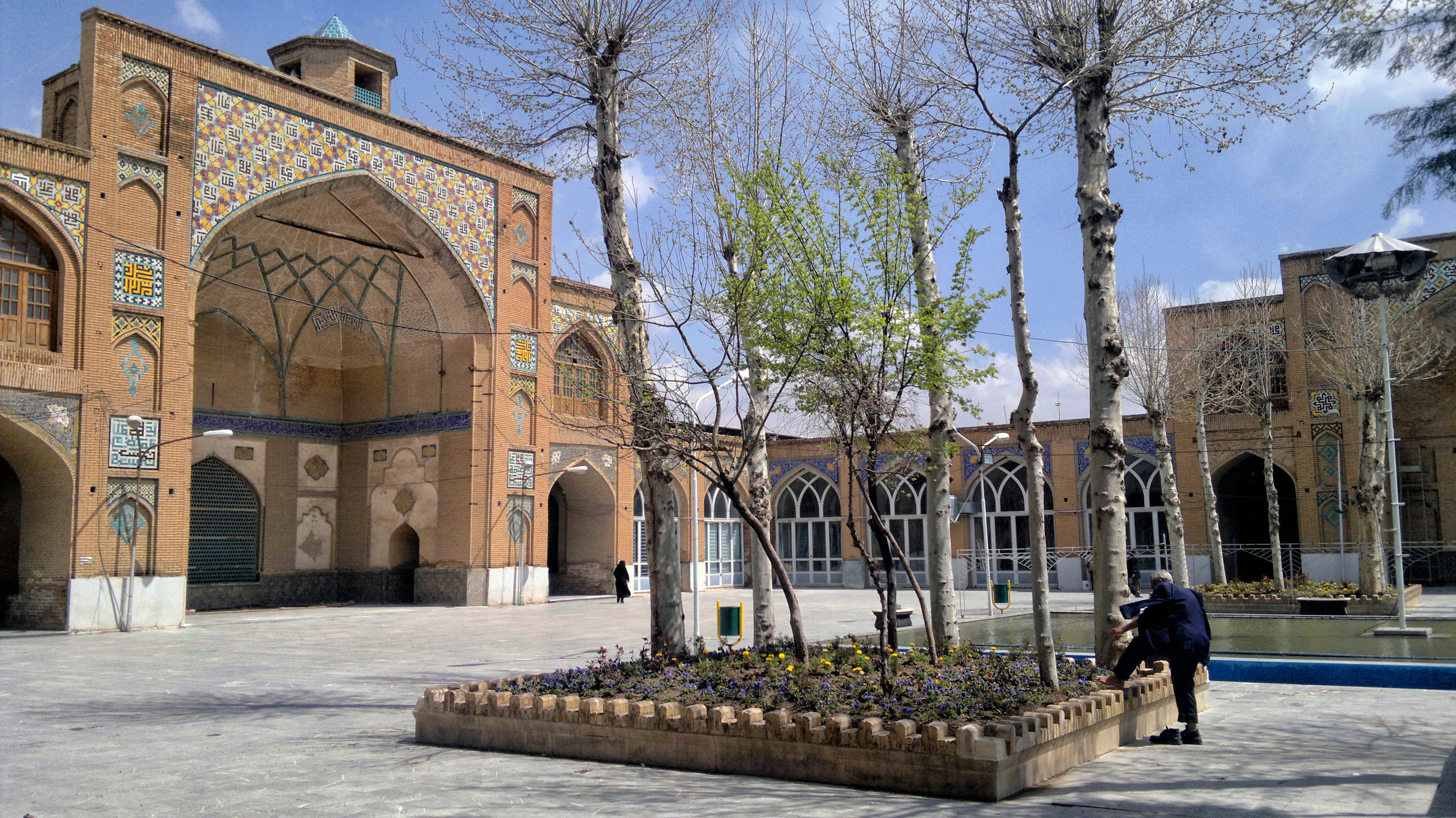
Grand iwan porte de la mosquée Soltani

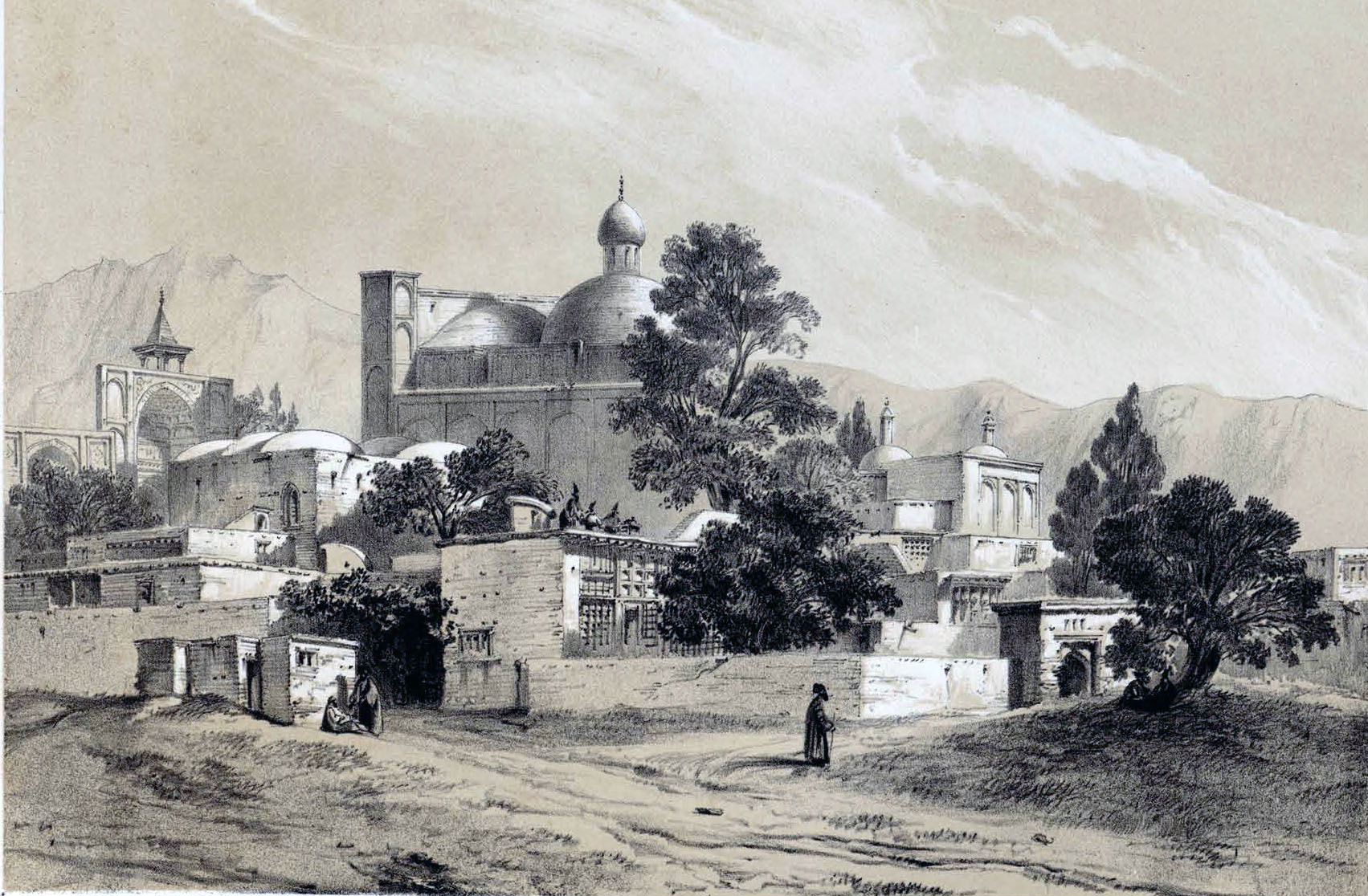
Peinture d' Eugène Flandin de la mosquée Soltani. 1840

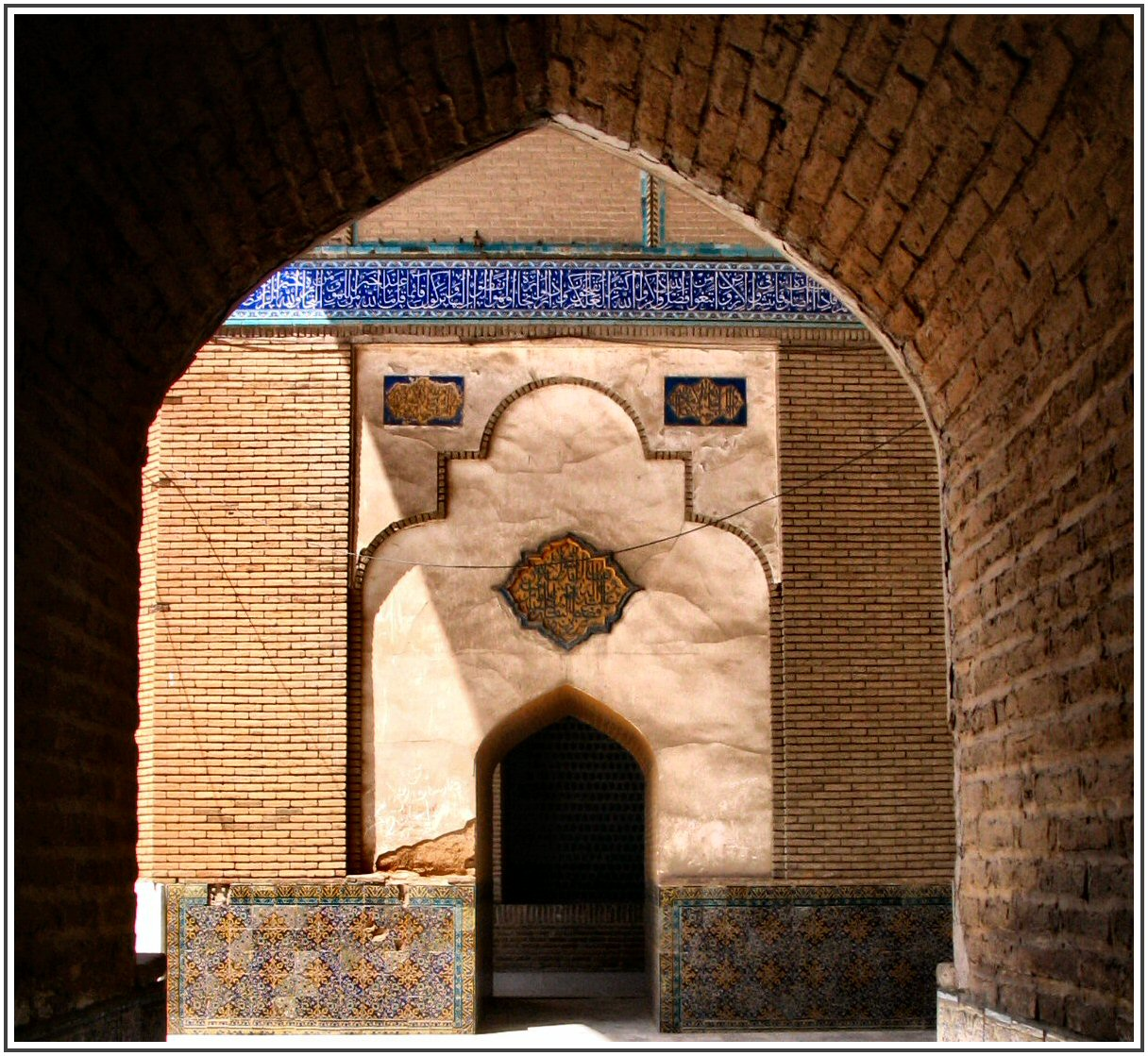
Porte nord de la mosquée Soltani

La mosquée Soltani de Bouroudjerd a été construite sous Ismaïl Ier(1487-1524) fondateur de la dynastie des  Séfévides sur les ruines d'une très ancienne mosquée. C'est l'une des plus anciennes grandes mosquées historiques du pays.
Elle est située au centre-ville de Boroudjerd à côté du bazar. Deux mosquées similaires ont été construites à la même époque dans les villes de Qazvin et d'Ispahan. Elles ont toutes trois été dénommées mosquées du Shah à l'époque des Pahlavis. 
C'est l'architecture de la Grande mosquée d'Ispahan qui a servi de modèle pour celle de Boroudjerd.
La mosquée Soltani de Bourourdjerd couvre une surface de 7 000 mètres carrés. C'est la plus grande mosquée de l'ouest de l'Iran
La mosquée porte depuis la Révolution islamique de 1979 le nom de l'imam Khomeini.

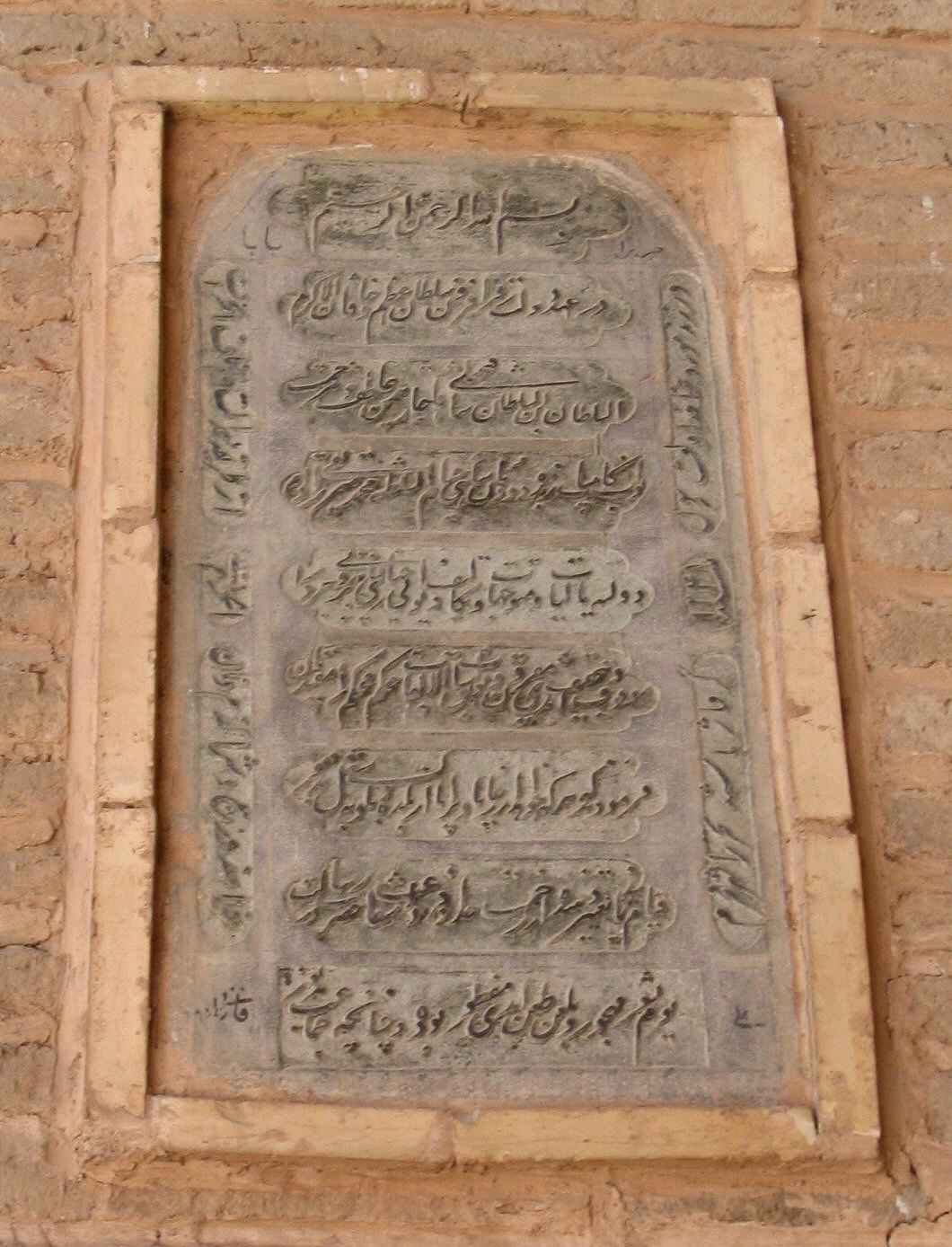
L'inscription du porche ouest de la mosquée Soltani datant de l'époque Qajar

## Historique
Suivant les archives historiques, la ville de Bouroudjerd disposait de deux mosquées. L'une d'elle, la principale celle du Vendredi est l'actuelle mosquée historique la plus ancienne, dénommée mosquée du Vendredi de Boroudjerd construite sur un ancien temple du feu datant de l'empire sassanides. C'était une mosquée-kiosque. L'autre était la mosquée dite d'Hadith. Cette dernière a été détruite et la mosquée Soltani a été construite à son emplacement.

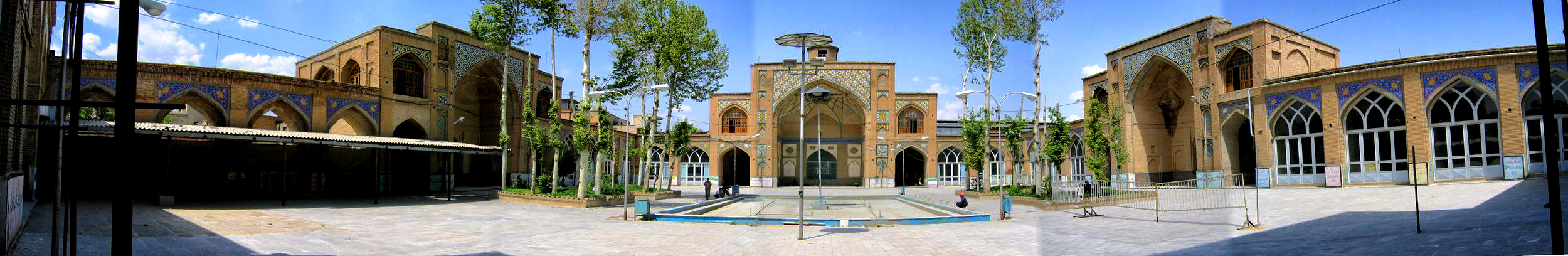
Grande cour de la mosquée Sultani

## Particularités
La mosquée Sultani se compose des éléments architecturaux suivants : un dôme, les 4 arcs ou iwans disposés  respectivement au sud-est, sud ouest, nord ouest, nord est et formant un quadrilatère suivant le plan koch. Le plus grand (appelé Mosala Boroudjerd) est construit à l'ouest. Les autres éléments sont les cellules et le séminaire. La grande cour mesure 61 mètres sur 47 mètres et en son centre est située une grande pièce d'eau. La mosquée dispose de trois accès : l'un ouvrant à l'ouest sur la rue Safa, au nord celui ouvrant sur la rue Jafari et à l'est le bazar de la ville. Autour de la cour se trouvent 61 cellules destinées aux étudiants en science religieuse.
La mosquée Soltani est un ensemble religieux des plus prestigieux grâce à sa medersa. Elle a connu beaucoup de périodes prospères en particulier durant sa direction par Seyyed Hossein Tabatabai Borujerdi (1875-1961).

## Inscriptions

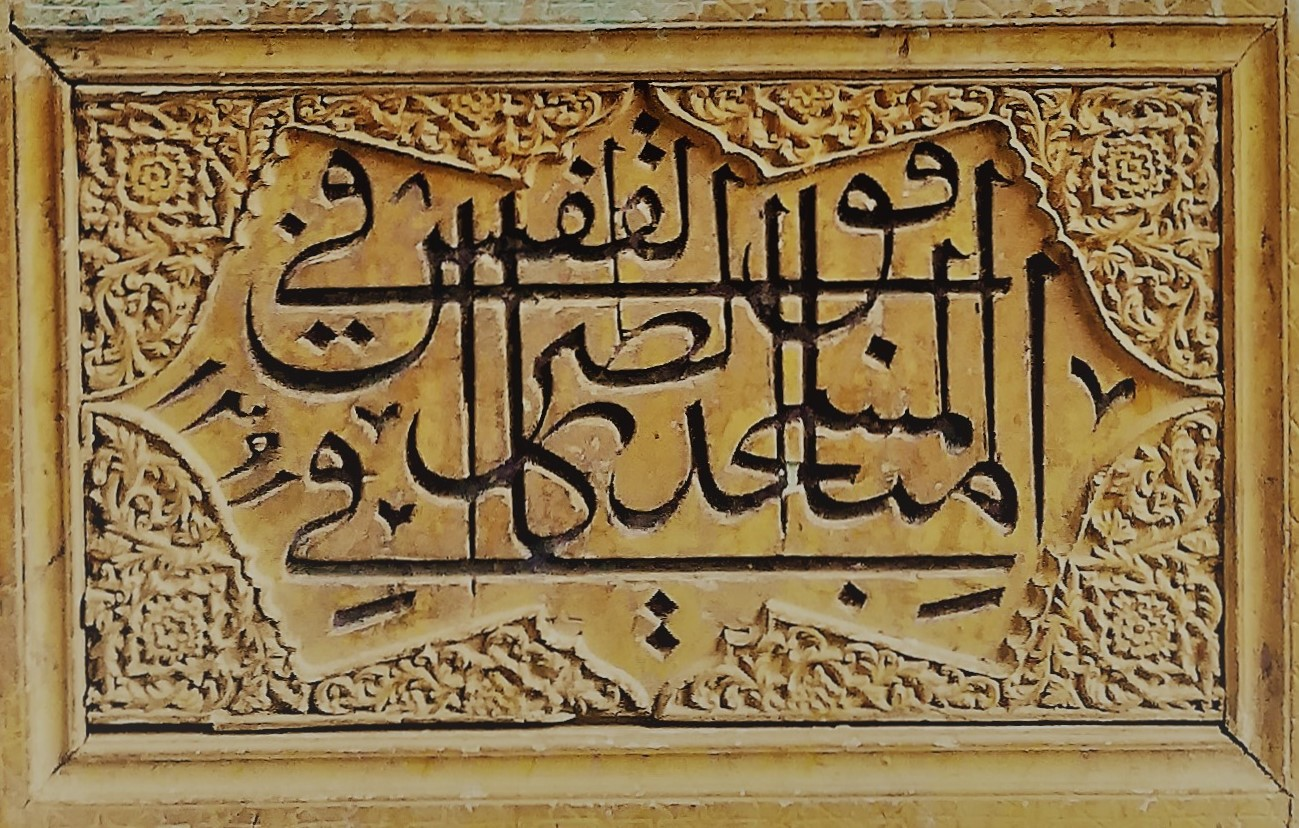
Porte nord de la mosquée de Sultani: datation de l'an 1291 de l'Hégire

De nombreuses inscriptions en plâtre, en pierre et en bois sont apposées sur la mosquée. Dans le porche ouest une inscription indique le nom de Fath Ali Chah Qadjar (1772-1834) qui a reconstruit et consacré la mosquée. La porte nord est en bois et la date de 1291  y est gravée.

## Destruction
La mosquée Soltani a subi de nombreux dommages lors de différents tremblements de terre. De nombreuses parties de l'édifice au sud et au nord se sont effondrées lors du tremblement de terre de 2006 (en). 

## Galerie

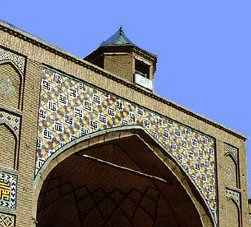
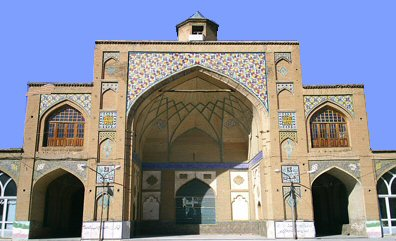
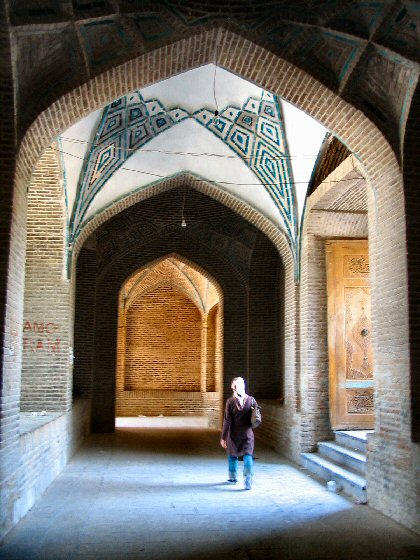
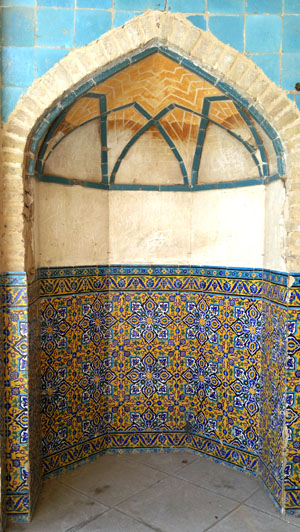
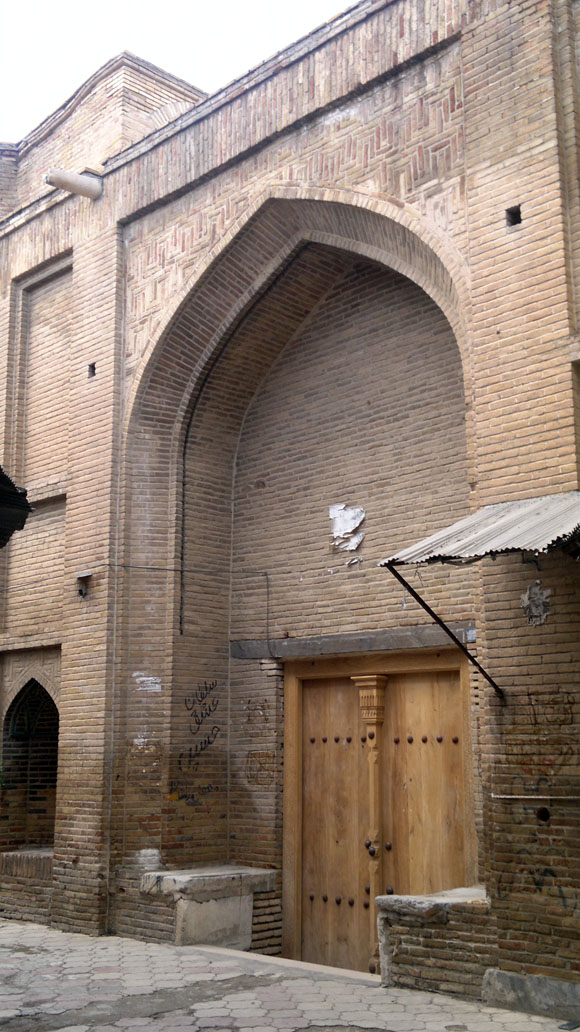
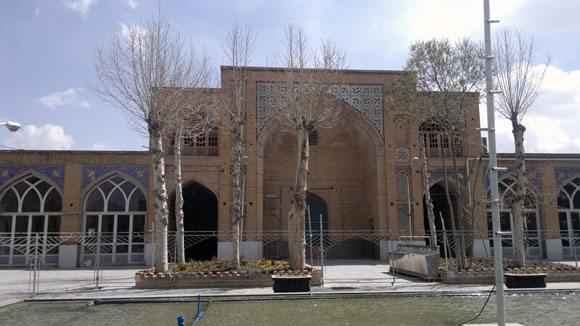
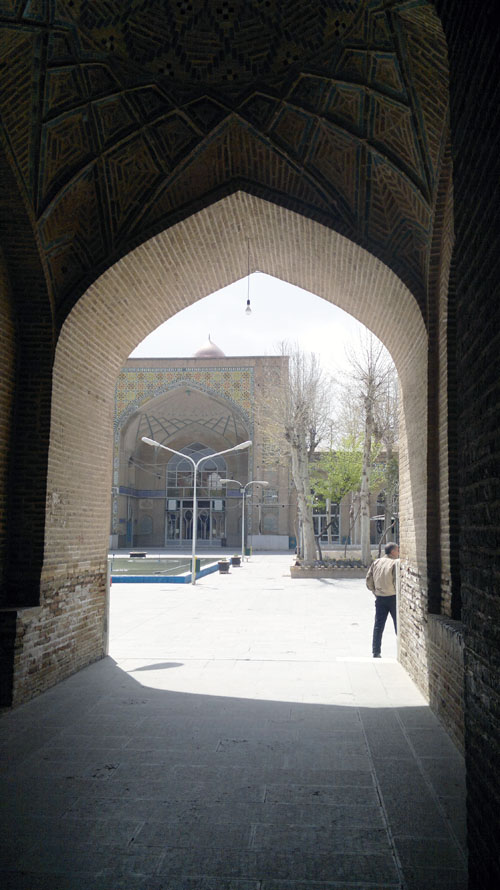